# Marie Boehlen
Marie Boehlen (Riggisberg, 19 oktober 1911 - Bern, 30 november 1999) was een Zwitserse advocate, jeugdrechter en politica voor de Sociaaldemocratische Partij van Zwitserland (SP/PS) uit het kanton Bern.

## Biografie

### Afkomst en opleiding
Marie Boehlen was een dochter van Rudolf Boehlen, een landbouwer, en van Rosa Urfer. Ze liep school aan de normaalschool van Bern. Na een verblijf in Londen en in Algiers studeerde ze rechten aan de Universiteit van Bern. In 1939 werd ze advocate. In 1951 behaalde ze een doctoraat.

### Jeugdrechter
Boehlen ging aanvankelijk aan de slag als juriste bij de prefectuur van Bern, waar ze werkte van 1943 tot 1956, en was vervolgens jeugdrechter van de stad Bern van 1957 tot 1971. Ze was de eerste vrouw in Zwitserland die zo'n functie bekleedde. Ze voerde een nieuw soort bestraffing in door werkstraffen op te leggen in plaats van boetes of aanhoudingen, een beleid dat zou worden opgenomen in het Zwitsers Strafwetboek in 1971. Haar Kommentar zum schweizerischen Jugendstrafrecht uit 1975 groeide uit tot een standaardwerk inzake het Zwitserse jeugdstrafrecht.

### Feministe
In 1942 sloot Boehlen zich aan bij het Schweizerischer Verband für Frauenstimmrecht. Daarnaast was ze ook voorzitster van een lokaal feministisch actiecomité. In 1945 sloot ze zich aan bij de Sociaaldemocratische Partij van Zwitserland, waarna ze van 1966 tot 1974 voorzitster was van de vrouwenafdeling van de partij. Van 1949 tot 1966 was ze voorzitster van de juridische commissie van de Bund Schweizerischer Frauenorganisationen. Tevens was ze tussen 1957 en 1968 lid van de Zwitserse commissie bij de UNESCO.

### Politica
Bij de invoering van het vrouwenstemrecht in Zwitserland in 1971 ging ze op vervroegd pensioen om zich toe te leggen op de politiek. Van 1972 tot 1976 zetelde ze in de gemeenteraad (wetgevende macht) van de stad Bern en van 1972 tot 1976 was ze lid van de Grote Raad van Bern.

## Onderscheidingen
- Ida Somazziprijs (1985)[1]

## Werken
- (de)  Eine kleine Geschichte des Frauenstimmrechts in der Schweiz, 1954.
- (de)  Ist Strafe unbedingt notwendig? Die Verpflichtung zu einer Arbeitsleistung im revidierten schweizerischen Jugendstrafrecht, 1974.
- (de)  Kommentar zum schweizerischen Jugendstrafrecht, 1975.
- (de)  Das Jugenderziehungsheim als Faktor der sozialen Integration, 1983.